# Кущинські
Кущинські, також Кущі (пол. Kusza, рос. Кущинские) — український старшинський, пізніше дворянський рід.

## Походження
Нащадки священика Герасима Куща та його дружини Анни Леонтіївни Борсук, онуки київського наказного полковника Петра Борсука (початок XVIII ст.).

## Опис герба
В червоному полі срібний лук, натягнутий арбалетом (герб Куша).
Щит увінчаний дворянським шоломом і короною. Намет на щиті червоний підкладений сріблом. Нашоломник: три страусиних пір'я.

## Представники роду
- Кущинський, Антін Андрійович (1897—1992) — підполковник Армії УНР, діяч УВК, письменник, історик та публіцист.